# ملحمة (طائرة بدون طيار)
ملحمة هي مسيرة إيرانية ذات مهام استطلاعية وهجومية، كُشف عنها سنة 2013م لها عدة نماذج مختلفة

## خصائص الطائرة
ومن خصائص طائرة ملحمة أو حماسة هي قدرتها على القيام بتنفيذ عمليات هجومية حيث بإمكانها حمل صواريخ وقنابل ثقيلة بالإضافة إلى ذلك يمكنها تجنب الرادار وصعوبة كشفها وهي من الطائرات الإيرانية القليلة التي تم ربطها بالأقمار الصناعية. ومن سمات هذه الطائرة المسيرة الجديدة بالمقارنة مع سائر الطائرات يمكن الإشارة إلى إطالة أمد تحليقها بحيث تقدر أن تحلق في السماء لأمد طويل جداً لتنفيذ مهام استطلاعية وهجومية. قدرتها على القيام بمهام الاستطلاع والمراقبة وشن الهجمات الصاروخية جميعاً في آنٍ واحد، والقدرة على الطيران على علوٍ مرتفع كما وإنها قادرة على القيام بمهمات استطلاع وهجوم، وبإمكانها أن تحمل الصواريخ والقنابل الثقيلة بحيث لا يستطيع  الرادار أن يكتشفها.

## معرض الصور

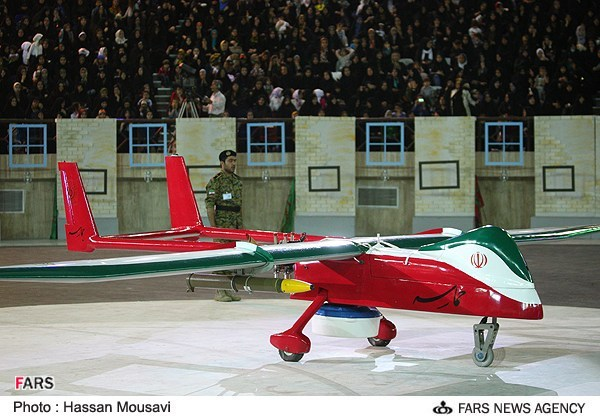
طائرة ملحمة بدون طيار، والمصنعة داخل جمهورية إيران
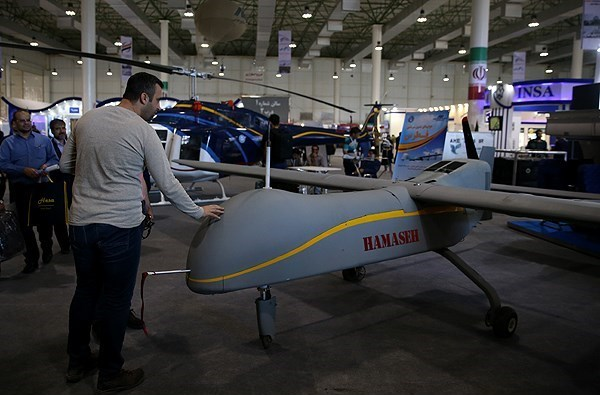
النسخة الأحدث من طائرة ملحمة بدون طيار مع إعادة التصميم سنة 2016م
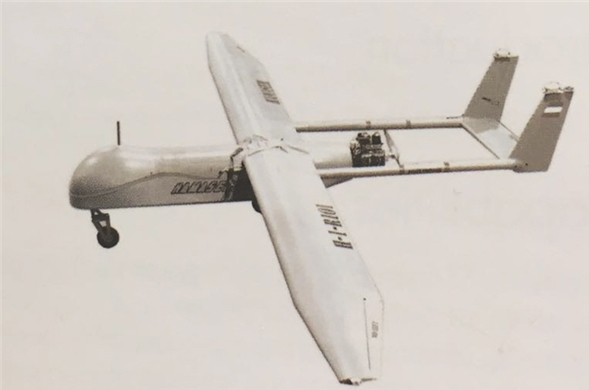
طائرة حماسة أثناء التحليق

## طالع ايضاً
- الطائرات الايرانية بدون طيار
- سرير 1 (طائرة بدون طيار)
- فطرس (طائرة من دون طيار)